# ロン・ギーシン
ロン・ギーシン（Ron Geesin、1943年12月17日 - ）は、スコットランド出身で、非常に珍しい作品と斬新なサウンドを応用することで有名なミュージシャン兼作曲家である。
1970年にピンク・フロイドやロジャー・ウォーターズとコラボレーションを行なったことでも知られる。

## 略歴
エアシャーのスティーヴンストン生まれ。
1961年から1965年までアメリカに起源をもつディキシーランド・ジャズ・バンドを模倣したリバイバル・ジャズ・バンドの「オリジナル・ダウンタウン・シンコペーターズ（The Original Downtown Syncopators、ODS）」のピアニストとして活動して音楽キャリアをスタートした。ODSはサウス・イースト・イングランド、ウェスト・サセックスのクローリーを拠点としていた。
1967年に最初のソロ・アルバム『ア・レイズ・オブ・アイブロウズ（A Raise Of Eyebrows）』を経て、初のワンマン・レコード会社「Headscope」を世に送り出し、アルバム『As He Stands』（1973年）『Patruns』（1975年）『Right Through』（1977年）を発表した。1971年には、ブリジット・セント・ジョンによる牧歌的なアルバム『ソングス・フォー・ジェントル・マン』をプロデュースしている。彼の電子音楽作品の多くは、ITVによる1970年代と1980年代の学校・大学向けテレビ放送用のサウンドトラックとして使われた。
1970年、ピンク・フロイドに頼まれて、当時彼等が「The Amazing Pudding」と呼んでいた組曲のオーケストレーター兼オーガナイザーとして力を貸し、ブラス・セクションによるイントロダクションを作曲した。同曲は同年10月に発表されたアルバム『原子心母』のタイトルトラックになり、彼はメンバー4人と共に作者に名を連ねた。さらにメンバーのロジャー・ウォーターズと共同でドキュメンタリー映画『THE BODY 肉体』（1970年）の音楽を担当した。両者は人間の身体から出る音をサンプリングしてつくり出し、『肉体（ボディ） オリジナル・サウンドトラック』（1970年）を共作として発表した。
『THE BODY 肉体』の後、彼が担当した映画のスコアにはジョン・シュレシンジャー監督の映画『日曜日は別れの時』（1971年）や、『Ghost Story』（1974年）、『勇者の剣（つるぎ） (Sword of the Valiant)』（1984年）、『イリーナ・ブルック／ガール・イン・ザ・ピクチャー (The Girl in the Picture)』（1985年）がある。
1990年代に入り、Headscopeは、それぞれに割り当てられた音と、そこから見つけられた音を現代の技術で融合させた『Funny Frown』と『Bluefuse』というペアとなるCDをリリースした。1994年、チェリー・レッド・レコードはそれまでの彼のキャリアを総括するCD『Hystery』をリリースしている。1995年に、Cleopatra RecordsはCD『Land of Mist』をリリース。それはインストゥルメンタルによるアンビエント作品のコレクションであった。1995年、See for Miles Recordsは、彼の最初の2枚のアルバムをCDで再発した。Headscopeは、2003年に『Right Through and Beyond』、彼が最後にヴァイナル・アルバムで出した作品に未発表曲や「Sour New Year」組曲を加えたCDを再リリースした。
ギーシンは環境音やビデオ・インスタレーションの可能性にずっと興味を持っていた。1970年の大阪万国博覧会では英国館のための音楽を制作している。1990年代、アーティストのイアン・ブレイクウェル (Ian Breakwell）と共同で、大規模なオーディトリアムなどのビデオ・プロジェクトや、ニューカッスルにあるノーサンバーランド・ストリートで行われたサンタクロースの衣装を着た4人のシンクロナイズされた人物による『クリスマス・キャロル』（1991年）といったライブアート作品を発表した。ちなみにゲーツヘッド・メトロセンター（ショッピング・センター）からは上演を禁止されている。
同じアルバムで他のアーティストと一緒に登場するという彼にしては珍しい作品の1つに、モーガン・フィッシャーによってプロデュースされたレコード『ミニチュアーズ』（チェリー・レッド・レコード、1980年）がある。アルバムの他の50曲すべてと同様に、ギーシンの爽快なシンセサイザー、ボーカル、バンジョーが聴ける曲「Enterbrain Exit」が、約1分という長さで収録されている。
2008年、ロンドンのチェルシーにあるカドガン・ホールにてライブで「原子心母」を再現している。ブラス・セクション、聖歌隊、チェロ、そしてピンク・フロイドのオマージュバンドであるイタリアのマン・フロイド (Munn Floyd）が参加し、ギーシンのソロ演奏とともに発表された。約23分のオリジナルが35分に引き伸ばされ、作曲時のセグメントとレコーディングのセグメントが取り入れられた。2日目の夜にはピンク・フロイドのデヴィッド・ギルモアが演奏に参加した。
2011年のアルバム、50分という長さに連続して密集した作品は『Roncycle1』と呼ばれており、オランダのTonefloat Recordsから入手できる。2012年、The History Pressから「原子心母」の歴史について彼の視点から書くよう依頼され、2013年7月に『The Flaming Cow』というタイトルの作品が出版された。スパナレンチの熱心なコレクター（30年間で3,000個の標本を集める）としても知られ、他に誰もつくらなかったため、2016年に「調節可能なスパナ」を発表した。
ロン・ギーシンは、アーティストのフランシス・ギーシンと結婚している。2人は、1990年にマクリラン・ギャラリー (MacLellan Galleries)で、音と光のインスタレーション「Tune Tube」というコラボレーションを行った。

## ディスコグラフィ

### アルバム
- Ron Geesin (1965年) ※プライヴェートEP
- 『ア・レイズ・オブ・アイブロウズ』 - A Raise of Eyebrows (1967年)
- 『肉体（ボディ） オリジナル・サウンドトラック』 - Music from The Body (1970年) ※with ロジャー・ウォーターズ
- Electrosound (1972年)
- As He Stands (1973年)
- Electrosound (volume 2) (1975年)
- Patruns (1975年)
- Atmospheres (1977年)
- Right Through (1977年)
- Magnificent Machines (1988年)
- Funny Frown (1991年)
- Bluefuse (1993年)
- Hystery (1994年) ※コンピレーション
- Land of Mist (1995年)
- A Raise of Eyebrows/As He Stands (1995年) ※2枚のアルバムの2in1CD
- Right Through and Beyond (2003年) ※アルバム『Right Through』にトラック追加
- 『バイティング・ザ・ハンド BBCセッションズ 1969-1975』 - Biting The Hand (2008年)
- Roncycle1 (2011年)
- 『ライヴ・1975』 - Live Tonkraft 1975 (2013年) ※with サムラ・ママス・マンナ。スウェーデン・ラジオでの収録
- ExpoZoom (2019年)

## ビブリオグラフィ
- Fallables (1970年)
- The Flaming Cow: The Making of Pink Floyd's Atom Heart Mother (2013年)
- The Adjustable Spanner: History, origins and development to 1970 (2016年)